# LUX 002
LUX 002 fue un evento de artes marciales mixtas producido por LUX Fight League, que se llevó a cabo el 17 de febrero de 2018 en el Gimnasio Olímpico Juan de la Barrera de Ciudad de México, México.

## Antecedentes
Luego del primer evento, el cual tuvo una recepción favorablemente positiva, LUX Fight League anunció el segundo evento para el mes de febrero de 2018, y a diferencia del primero, este contará con un número de combates más amplio.
Se anunció que Sergio Cossio y Mike de la Torre, este último que venía con un pasado decente en UFC, encabezarán el evento.